# Dubno (województwo podlaskie)

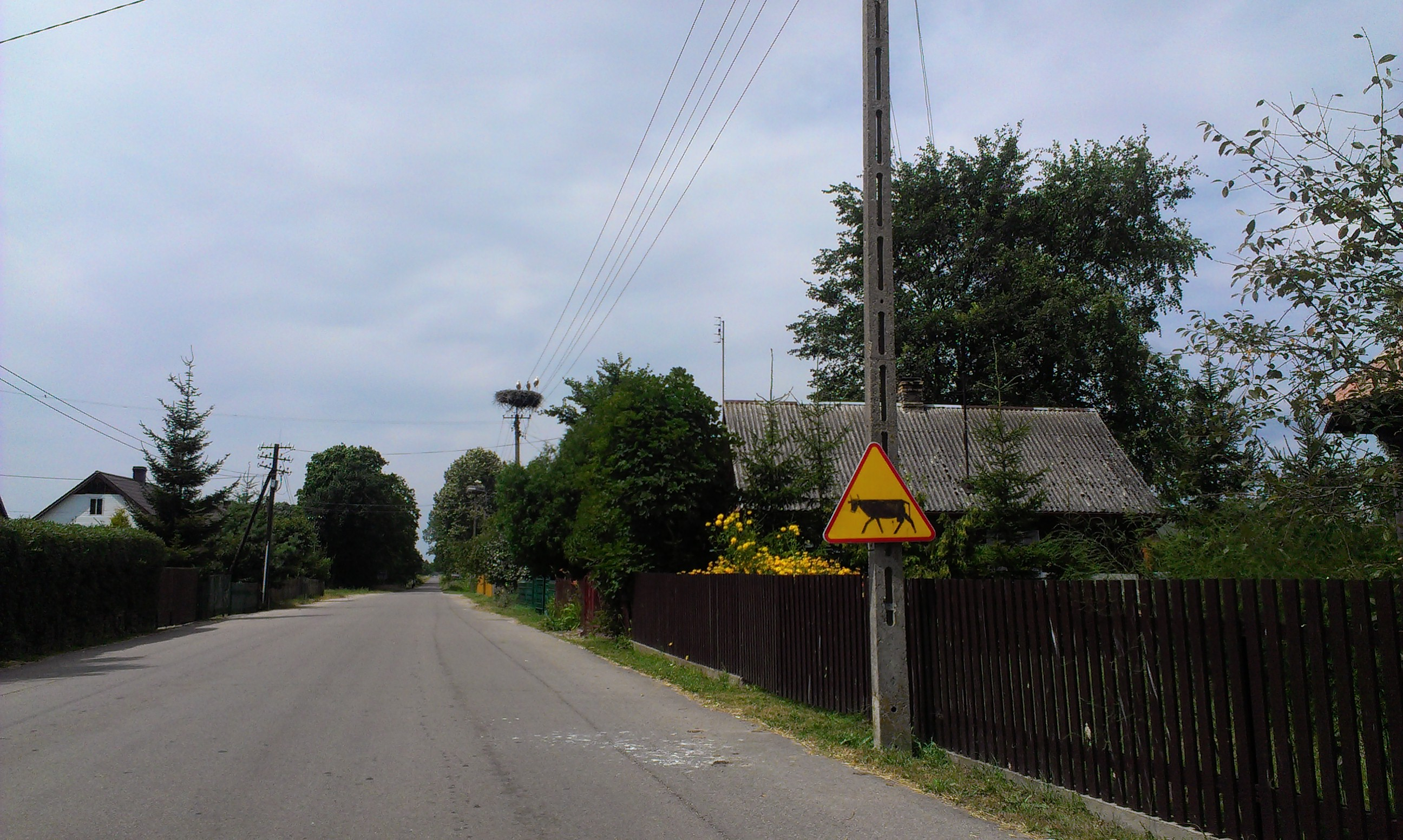
Droga przez wieś i bocianie gniazdo

Dubno – wieś w Polsce położona w województwie podlaskim, w powiecie bielskim, w gminie Boćki. Leży nad rzeką Nurzec.
Wieś posiadał w 1673 roku kasztelan lubelski Feliks Zygmunt Parys, leżała w ziemi bielskiej województwa podlaskiego w 1795 roku.
W latach 1975–1998 miejscowość administracyjnie należała do województwa białostockiego.
Prawosławni mieszkańcy wsi należą do parafii Zaśnięcia Matki Bożej w Boćkach. We wsi znajduje się cmentarz prawosławny z kaplicą pod wezwaniem Świętych Niewiast Niosących Wonności. Natomiast wierni kościoła rzymskokatolickiego należą do parafii św. Józefa Oblubieńca w Boćkach.

## Kamienica dworska Sapiehów
W pierwszej ćwierci XVII wieku wojewoda Mikołaj Sapieha, który władał Dubnem od 1610 do śmierci w 1638 roku, wybudował tu murowany 3-kondygnacyjny dwór na planie prostokąta o wymiarach 17 × 24,5 m. Budynek był otynkowany z barwnymi ornamentowanymi sztukaterią elewacjami. W jego narożach znajdowały się cztery wieżyczki wsparte na narożnych szkarpach. Wejście prowadziło od południa do sieni skąd drzwi prowadziły do dwóch pomieszczeń w części wschodniej i do dużej sali w części zachodniej, nad którą to salą znajdowała się antresola dla muzyków. Na piętro do części mieszkalnej z czterema komnatami wchodzono kręconymi ceglanymi schodami oraz jeszcze wyżej do części garderobianej. W pobliżu dworu znajdowała się liczna zabudowa gospodarcza m.in. druga kamienica, spichlerz, stodoła, stajnia, a także gospoda i być może kaplica katolicka oraz sad i ogród. Pod dworem znajdowała się niewielka murowana piwnica.
Podobne budowle w tym czasie powstały w takich miejscach jak Chrzęstne, Kowaleszczyzna, Gojcieniszki.
Budynek dworu był użytkowany do czasów zniszczenia go w połowie wieku XVII prawdopodobnie przez wojska moskiewskie w 1655 lub węgierskie Rakoczego w 1657 roku w czasie Potopu szwedzkiego. W lustracji z 1662 roku został opisany jako opuszczony, który pełni rolę spichlerza. W całkowitą ruinę popadł w XVIII wieku.
W latach 2006–2007 przeprowadzono w jego miejscu wykopaliska archeologiczne pod kierunkiem Haliny Karwowskiej, które odkryły pozostałości dworu oraz pozwoliły na poznanie jego rozplanowania i programu użytkowego.
Dzieje późniejsze
W następnych dziesięcioleciach po zrujnowaniu dworu Sapiehów wybudowano w nieodległym miejscu dwór drewniany, z którego zarządzano folwarkiem wchodzącym w skład dóbr Boćki. W 1737 roku Wojciech Wessel zbudował w folwarku murowane stodoły. Folwark po Sapiehach w końcu XVIII wieku przejęli Potoccy, którzy wybudowali w Dubnie jedną z pierwszych w Polsce cukrowni. W 1844 roku nowym właścicielem dworu został Dionizy Sakowicz. Ostatnim właścicielem dworu i folwarku był Henryk Rogowski. Folwark rozprzedano do 1915 roku, a zabudowania dworskie zaorano.
Według Powszechnego Spisu Ludności z 1921 roku wieś zamieszkiwało 317 osób, wśród których 12 było wyznania rzymskokatolickiego, 292 prawosławnego 9 mojżeszowego a 4 innego. Jednocześnie 10 mieszkańców zadeklarowało polską przynależność narodową, 298 białoruską a 9 żydowską. Było tu 31 budynków mieszkalnych. Wieś należała w tym czasie do gminy Dubiażyn.

## Ludzie związani z Dubnem
- Witold Dębicki
- Tymoteusz Muśko
- Maria Rogowska-Falska
- Karol Sobczak